# Калдијеро
Калдијеро је насеље у Италији у округу Верона, региону Венето.
Према процени из 2011. у насељу је живело 5743 становника. Насеље се налази на надморској висини од 46 м.

## Становништво
| 1951. | 1961. | 1971. | 1981. | 1991. | 2001. | 2011. |
| ----- | ----- | ----- | ----- | ----- | ----- | ----- |
| 3.240 | 3.171 | 3.789 | 4.600 | 4.798 | 5.655 | 7.374 |